# Rovaiolo Vecchio
Rovaiolo Vecchio è un borgo abbandonato frazione del comune di Brallo di Pregola. 

## Geografia
Situato a circa 500 metri di altezza, pur trovandosi nella valle del torrente Avagnone, tributario del fiume Trebbia, affacciato sulla Val Trebbia in Provincia di Piacenza appartiene amministrativamente alla Provincia di Pavia.

## Storia
La frazione fu abbandonata nel 1960 quando la prefettura di Pavia ordinò lo sgombero dei residenti, una decina di famiglie contadine, essendo il paese minacciato da una frana. Gli abitanti, grazie anche a contributi, andarono a vivere di fronte al loro vecchio paese, dall’altra parte del torrente Avagnone, dove fu costruito un altro borgo denominato Rovaiolo Nuovo. Ma la sfortuna continuò a perseguitare i Rovaiolesi che dovettero fronteggiare una frana  nella parte nuova, anche se non subirono danni, mentre nel paese abbandonato non si verificò alcuno smottamento. 
Anticamente tappa di una via del sale oggi è raggiungibile solo a piedi o in bicicletta con una mulattiera che parte dalla località Pianellette, nei pressi delle Cascate di Sant'Ettore. Vi si trovano una quindicina di edifici di pietra, in grave stato di abbandono, alcuni dei quali hanno al loro interno arredi e suppellettili abbandonate nella precipitosa evacuazione degli abitanti.

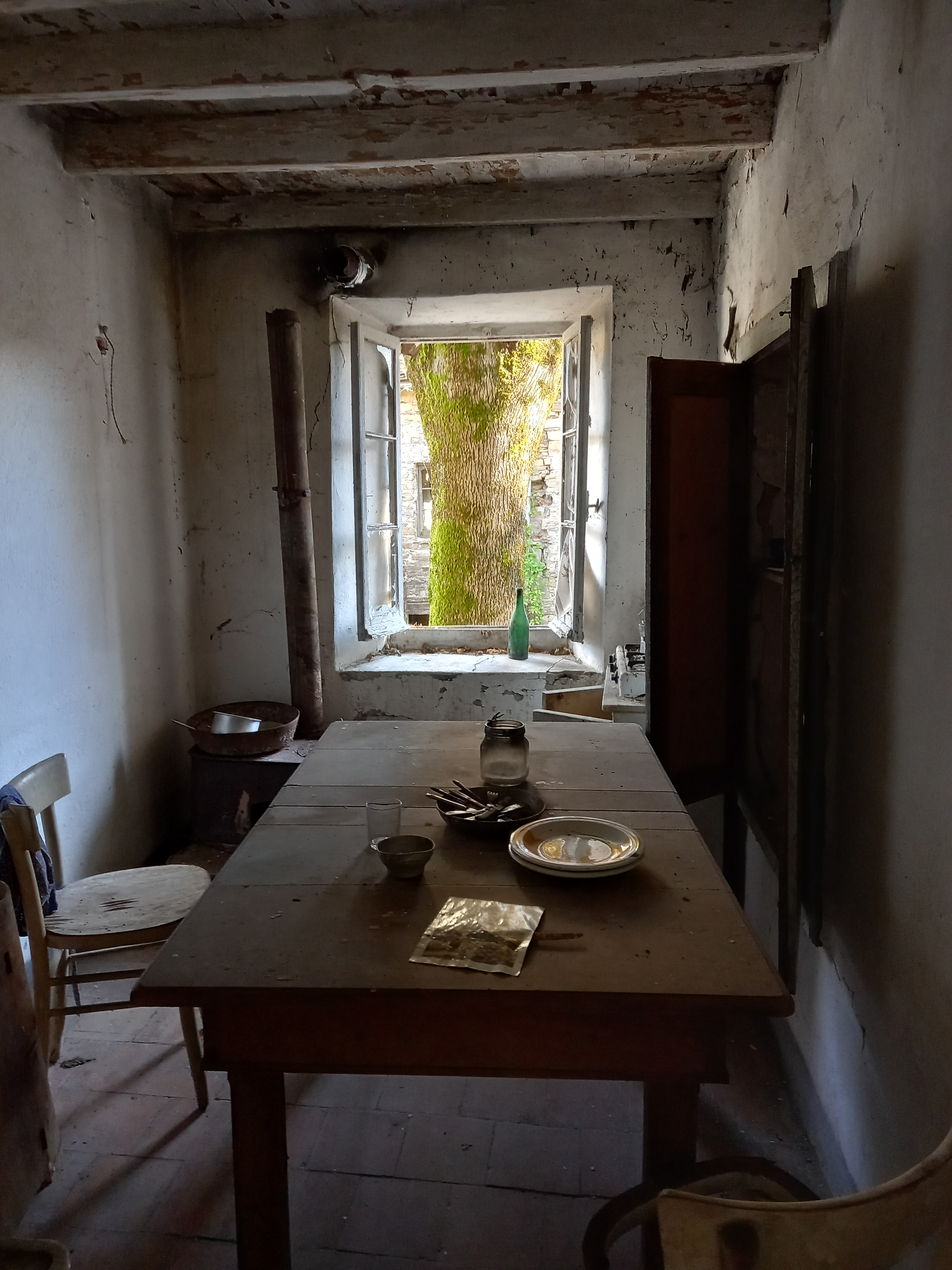
Interno di abitazione con le suppellettili abbandonate negli anni 60